# مسجد بلال
مسجدبلال مربوط به دوره قاجار است و در خواف، خیابان شهاب، کوچه مسجد جامع، فرعی سمت راست واقع شده و این اثر در تاریخ ۲۲ مرداد ۱۳۸۴ با شمارهٔ ثبت ۱۳۲۰۳ به‌عنوان یکی از آثار ملی ایران به ثبت رسیده است.